# Многожёнство мормонов
Многожёнство мормонов — полигамная практика многожёнства среди последователей Церкви Иисуса Христа Святых последних дней, публично практиковавшаяся в XIX веке. Различные немногочисленные деноминации фундаменталистского мормонизма продолжают практиковать многожёнство и в настоящее время.

## История
Считается, что многоженство в Церкви Иисуса Христа Святых последних дней возникло при основателе мормонизма Джозефе Смите. По словам нескольких его соратников, Смит учил, что полигамия является божественной заповедью, и практиковал её лично, женившись на более чем 30 женщинах, некоторые из которых уже состояли в браке с другими мужчинами. Один из учёных, Ричард Лайман Бушман, писал: «Джозеф ничего не говорил о сексе в этих браках». И далее он же объясняет, что в те времена были и другие экспериментаторы, для которых секс стоял на первом месте в полигамных семьях, но Джозеф, «насколько известно, никогда не обсуждал сексуальную составляющую брака за исключением рассуждений о прелюбодеянии». Даже историк Фон Броуди, критично относившаяся к Джозефу Смиту, говорила: «В Джозефе было слишком много пуританского, чтобы считать его беспечным развратником».
Джозеф Смит никогда публично не призывал своих последователей к соблюдению закона многобрачия. Тем не менее церковь официально приняла эту практику в 1852 году, когда Орсон Пратт по поручению президента церкви Бригама Янга открыто объявил о том, что церковь практикует полигамные браки по повелению Бога. Далее он подчеркнул, что церковь имеет на это право в соответствии с Первой поправкой Конституции США. Этой точки зрения церковь придерживалась в течение нескольких десятилетий. Правительство Соединённых Штатов не признавало права на полигамию, но принятый в 1862 году закон против двоеженства не применялся против мормонов. После принятия новых более жестких законов: закона Эдмундса 1882 года и закона Эдмундса-Такера 1887 года — церковь начала отходить от этой практики. По сути, последний документ ставил Церковь Иисуса Христа Святых последних дней вне закона: церковь должна была передать всю свою собственность, оценивавшуюся более чем в 50 тысяч долларов, федеральному бюджету, а все святые последних дней лишались избирательного права, несмотря на то, что лишь небольшой процент членов церкви практиковал полигамию.
Эти обстоятельства вынудили церковь в 1890 году выступить с официальным заявлением, в котором провозглашалась отмена практики многобрачия среди святых последних дней. Сегодня полигамия по-прежнему практикуется несколькими небольшими разрозненными организациями, которые не имеют отношения к Церкви Иисуса Христа Святых последних дней. По большей части, они выделились из её состава как раз по причине несогласия с отменой многобрачия. Наиболее многочисленной из этих организаций является Фундаменталистская Церковь Иисуса Христа Святых Последних Дней (англ. Fundamentalist Church of Jesus Christ of Latter-Day Saints , иногда сокращается до «FLDS»), насчитывающая 6000 — 10000 прихожан. В настоящее время члены Церкви Иисуса Христа Святых последних дней могут быть отлучены от церкви за полигамию, даже если они проживают в тех странах, где многобрачие узаконено и поощряется.

## Оценки
Религиовед, философ религии и социолог религии Л. И. Григорьева отмечала:
В 2002 году, во время посещения Соединённых Штатов в рамках программы «Открытый мир» для ведущих религиоведов России, нам с коллегами посчастливилось в штате Юта попасть на международную конференцию, посвящённую новым религиозным движениям. К моему удивлению, в программе оказалась заявленной тема «многоженство у мормонов». Хотя членов нашей делегации настойчиво отправляли на разбор «прав человека», я всё же с двумя нашими синхронными переводчиками пришла на эту интересующую меня секцию. К моему великому удивлению, с трибун звучали весьма смелые, едва ли не оскорбительные, как мне показалось, для мормонов вещи. Например, доклад, выполненный на архивных материалах, о женах основателя Д. Смита, среди которых фигурировала и двенадцатилетняя девочка. Или выступление женщины — профессора, воспринятое мною, то ли как диссидентство, то ли как провокация, которая вопреки тогдашней официальной позиции церкви ИХСПД говорила о возрождённой полигамии начала 21 века в среде ютовских традиционных мормонов, о тысячах семей, которые не афишируя этого, и сегодня живут такими семьями. Я подошла к ней во время перерыва, познакомилась, и обсудила вопрос о специфической стихийной «евгенике» мормонского типа. Моя гипотеза ей понравилась. На следующий день профессор университета Бригама Янга Кэтрин Дэйнес передала мне в подарок свою книгу «Жён больше, чем одна». В её восприятии органического инсайдера, тема, «скользкая» для внешнего мира, являлась, как выяснилось, предметом личной «религиозной гордости».